# Le Fil d'Ariane (série télévisée)
 (avril 2025).
Pour les articles homonymes, voir Fil d'Ariane.
Production
Diffusion
Le Fil d'Ariane est une série télévisée franco-belge dont le double épisode pilote est réalisé par Jason Roffé d'après un scénario de Clara Bourreau, Cécile Lugiez et Charlène Galan, et diffusé pour la première fois en Belgique le 12 novembre 2023 sur La Une.
Cette fiction est une production d'Elephant Story, TF1, AT-Production et la RTBF (télévision belge),,,, réalisée avec la participation de la Radio télévision suisse (RTS).

## Synopsis
La chroniqueuse judiciaire Ariane Legrand est mise à la retraite par son directeur. Incapable de se résoudre à l'inactivité, elle s'incruste dans la vie de son fils Jacques, commandant de police, et se mêle de ses enquêtes.

## Distribution

### Acteurs principaux
- Chantal Ladesou : Ariane Legrand
- Florent Peyre : Jacques Vidal
- Lina Ksantini : Camille Vidal
- Léni Plouviez Bascop : Noé Vidal
- Philypa Phoenix : Capucine Cissé
- Tim Rousseau : Amaury Mercier
- Alka Balbir : Antonia
- Pierre Deny : Jean-François

### Invités
Épisode 1 - Pilote
- Hélène Azema : Martha Abadie
- Enola Righi : Juliette Abadie
- Kussay Al Muniem : JP
- Émilie Pommelet : Cathy Cordier
- Anne-Juliette Vassort : Élodie Mareuil
- Clémence Ansault : Appoline Kircher
- Jean-Louis Barcelona : Rédacteur en chef
- Vanessa Liautey : Héléna
- Jules Masson : Renaud
- Laëtitia Joseph : Sophia
- Hélène Pequin : Anna
- Théotime Ouaniche : Romaine Surane
- Greg Nardella : Simon
- Valentine Carette :  Babychou
- Justine Chantry : Beautistadusud
- Virginie Stref : Mamanmaispasque

Épisode 2 - Ariane à la fête foraine
- Kenza Saïb-Couton : Nadège
- Kussay Al Muniem : JP
- Lionnel Astier : Gino Perez
- Jacqueline Corado : Maroussia Perez
- Matthieu Carle : Curtis Perez
- Sacha Ull : Titouan Perez
- Ilona Bachelier : Sara Lusso
- Sara Louis : Violette Lusso
- Paul Pina : Loune Lusso

## Production

### Genèse et développement
Le double épisode pilote de la série est créé et écrit par Clara Bourreau, Cécile Lugiez et Charlène Galan, et réalisé par Jason Roffé,,,,,.
La production est assurée par Gaëlle Cholet, Charlotte Denaud et Guillaume Renouil.

### Attribution des rôles
Le rôle d'Ariane Legrand, chroniqueuse judiciaire réputée qui refuse de prendre sa retraite, a été confié à Chantal Ladesou qui confie au journal Le Parisien : « C'est un rôle tendre, un peu moins burlesque car il y a aussi du drame. En ce moment, les étoiles s'alignent. Des gens me découvrent et je les inspire ! J'ai encore plein de propositions. Moi, je regarde l'univers du film et, si ça me plaît, me fait rire, je fonce […] Et j'ai beaucoup d'énergie »,,,.
Au casting figure également Clémence Ansault, la fille de Chantal Ladesou dans la vraie vie,,,. La mère et la fille étaient déjà apparues ensemble sur les planches en 2016 dans une pièce intitulée Nelson, qu'elles avaient jouée à travers toute la France.

### Tournage
Le tournage du double épisode pilote de la série a lieu à partir du 13 juin 2023 à Sète, dans le département français de l'Hérault en région Occitanie,,,,,,.

### Fiche technique
Sauf indication contraire, les informations mentionnées dans cette section peuvent être confirmées par les bases de données cinématographiques IMDb et Allociné,  présentes dans la section « Liens externes ».
- Titre français : Le Fil d'Ariane
- Genre : dramédie policière[3]
- Production : Gaëlle Cholet, Charlotte Denaud, Guillaume Renouil
- Sociétés de production : Elephant Story[1],[2],[3]
- Réalisation : Jason Roffé[1],[2],[5]
- Scénario : Clara Bourreau, Cécile Lugiez et Charlène Galan[1],[3]
- Musique : Arno Alyvan
- Décors : Philippe Prat
- Costumes : Chantal Castelli, Laetitia Carre
- Photographie : Philippe Lardon[6]
- Son : Antoine Brochu
- Montage : Thierry Brunello
- Maquillage : n.c.
- Pays de production :  France /  Belgique
- Langue originale : français
- Format : couleur
- Nombre de saisons : 1
- Nombre d'épisodes : 4 (double épisode "pilote" et "Ariane à la fête foraine")[1]
- Durée : 45 minutes[1]
- Dates de première diffusion :
  - Belgique : 12 novembre 2023 sur La Une[9],[10]
  - France : 29 janvier 2024 sur TF1[11]

## Accueil

### Diffusion et audiences

#### En Belgique
| Épisode | Titre                    | Diffusion                 | Chaîne | Nombre de téléspectateurs | Classement | Réf.   |
| ------- | ------------------------ | ------------------------- | ------ | ------------------------- | ---------- | ------ |
| 1       | Pilote                   | Dimanche 12 novembre 2023 | La Une | 164 437                   | 2e         | [ 12 ] |
| 2       | Ariane à la fête foraine | Prochainement             | La Une |                           |            |        |

#### En France
| Épisode | Titre                    | Diffusion             | Chaîne | Nombre de téléspectateurs (en millions) | Part de marché | Classement | Réf.   |
| ------- | ------------------------ | --------------------- | ------ | --------------------------------------- | -------------- | ---------- | ------ |
| 1       | Pilote                   | Lundi 29 janvier 2024 | TF1    | 3.35                                    | 18,2 %         | 1er        | ,      |
| 2       | Ariane à la fête foraine | Lundi 3 mars 2025     | TF1    | 3.13                                    | 18,3 %         | 1er        | [ 15 ] |